# Școală privată

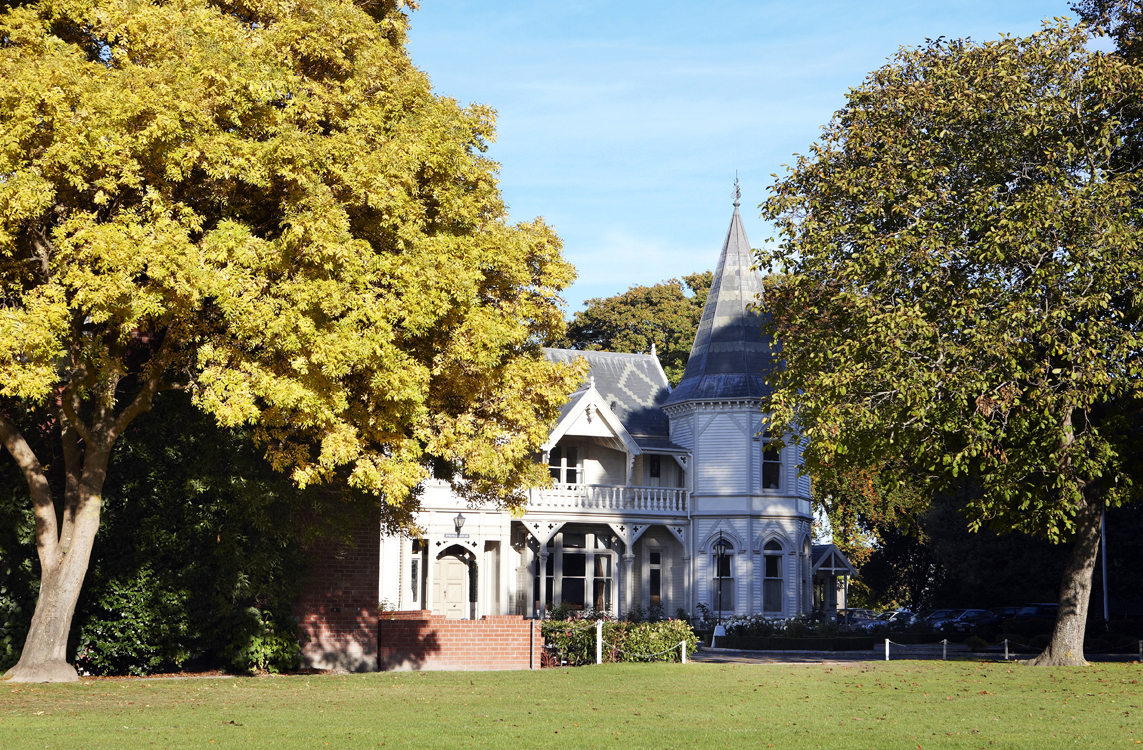
St Andrew's College, o școală independentă din Christchurch

Școala privată (școală independentă) este o instituție de învățământ care nu este administrată sau finanțată de guvern, spre deosebire de o școală publică. Școlile private își păstrează dreptul de a-și selecta studenții și sunt finanțate integral sau parțial prin taxarea studenților pentru școlarizare, mai degrabă decât să se bazeze prin finanțare publică și din surse private, precum donații, sponsorizări și fundații. Unele școli private sunt asociate cu o anumită confesiune religioasă sau religie.
Școlile private pot fi laice sau confesionale, profit sau non-profit, și au o autonomie mai mare în ceea ce privește curriculumul, recrutarea personalului și metodele de predare. Ele pot oferi programe alternative, internaționale sau pot pune accent pe anumite valori culturale.
În România, școlile private sunt reglementate prin Legea Educației Naționale și pot fi acreditate de ARACIP.